# Alberto Losada
Alberto Losada Alguacil (* 28. Februar 1982 in Sant Just Desvern bei Barcelona) ist ein ehemaliger spanischer Radrennfahrer.

## Karriere
2004 wurde er Dritter der Kantabrien-Rundfahrt. 2007 erhielt Losada einen Vertrag beim spanischen UCI ProTeam Caisse d’Epargne und wechselte zur Saison 2011 zum russischen Team Katusha. Für diese Teams bestritt und beendete er alle Grand Tours als Helfer, konnte aber keine individuellen Erfolge erzielen. Seine beste Platzierung war ein dritter Etappenplatz auf der zwölften Etappe des Giro d’Italia 2012 nach Lecco/Pian dei Resinelli.
Nachdem er für die Saison 2018 keinen Vertrag mehr bei Katusha erhalten hatte, beendete er seine Karriere im Straßenradsport und teilte mit, dass er ein Unternehmen im Bereich Radsport gründen und künftig auf „hohem Niveau Marathon-Mountain-Bike fahren“ wolle. Entgegen seiner Ankündigung startete er jedoch nicht bei den Mountainbike-Marathon-Weltmeisterschaften 2018, auch wird er nicht in den UCI-Ranglisten im MTB geführt.

## Grand Tours-Platzierungen
| Grand Tour            | 2007 | 2008 | 2009 | 2010 | 2011 | 2012 | 2013 | 2014 | 2015 | 2016 | 2017 |
| --------------------- | ---- | ---- | ---- | ---- | ---- | ---- | ---- | ---- | ---- | ---- | ---- |
| Giro d’ItaliaGiro     | 60   | –    | –    | 53   | 55   | 54   | –    | 36   | –    | –    | 147  |
| Tour de FranceTour    | –    | –    | –    | –    | –    | –    | 109  | –    | 58   | 67   | –    |
| Vuelta a EspañaVuelta | –    | 24   | –    | –    | 46   | 37   | DNF  | 42   | 31   | 59   | 72   |